# World RX de Finlandia
El World RX de Finlandia fue un evento de Rallycross en Finlandia válido para el Campeonato Mundial de Rallycross. La carrera se celebró por primera y única vez en la temporada 2014, en el Tykkimäen Moottorirata en la localidad de Kouvola, en Kymenlaakso.

## Ganadores
| 2014 | Reinis Nitišs        | Anton Marklund       | Anton Marklund       | Tanner Foust         | Reinis Nitišs        | Tanner Foust        | Tanner Foust         |
| Año  | Ganador Qualifying 1 | Ganador Qualifying 2 | Ganador Qualifying 3 | Ganador Qualifying 4 | Ganador Semifinal 1  | Ganador Semifinal 2 | Ganador Final        |
| 2020 | Johan Kristoffersson | Johan Kristoffersson | Johan Kristoffersson | -                    | Johan Kristoffersson | Juha Rytkönen       | Johan Kristoffersson |
| 2020 | Johan Kristoffersson | Niclas Grönholm      | Johan Kristoffersson | -                    | Johan Kristoffersson | Niclas Grönholm     | Niclas Grönholm      |